# Громадсько-політичний рух Валентина Наливайченка «Справедливість»
Політична Партія «Громадсько-політичний рух Валентина Наливайченка „Справедливість“» — українська політична партія, заснована 2016 року Валентином Наливайченком. 

## Історія
Екс-голова Служби безпеки України Валентин Наливайченко 19 жовтня 2015 року разом із відомими політиками та громадськими активістами презентував громадську організацію «Антикорупційний рух».
«Організація антикорупційного руху сьогодні об'єднує по всій країні багато активістів, всіх, хто не приймає корупцію. І ми йдемо шляхом боротьби з корупцією», — наголосив В. Наливайченко на прес-конференції в агентстві «Інтерфакс-Україна».
Уже 5 березня 2016 року у Києві відбувся Об'єднавчий Конгрес громадських організацій, який ініціював «Антикорупційний Рух Валентина Наливайченка». На нього з'їхалися представники 157 громадських організацій зі всієї країни, які заявили про своє об'єднання в єдину політичну силу — Громадсько-політичний рух Валентина Наливайченка «Справедливість».
На з'їзді були присутні більше 800 відомих політиків і міжнародних представників, зокрема, послів іноземних держав. У свою чергу, В. Наливайченко заявив про створення громадсько-політичного руху «Справедливість», основою якого стануть 3 000 активістів із 16 областей. Також він закликав до єднання і заявив, що Рух «Справедливість» буде брати участь у наступних виборах.
Серед основних принципів, на яких буде базуватися Рух Валентина Наливайченка «Справедливість»: нульова толерантність до корупції, прозорість економічної політики, а також створення «Армії Гідності», яка займатиметься допомогою воїнам АТО та членам їхніх родин.

На сьогоднішній день[який?] команда Руху Валентина Наливайченка «Справедливість» представлена в кожному регіоні України. Депутати від політичної сили представлені в місцевих радах Закарпатської, Івано-Франківської, Львівської, Рівненської, Чернігівської та Черкаської областей.

## Керівництво партії
Голова партії: Валентин Наливайченко.
Заступники Голови партії:
- Руслан Колєсніков — заступник Голови Політичної ради партії, член Президії політичної ради, радник голови партії з питань партійного будівництва;
- Сергій Носенко — заступник Голови Політичної ради партії, член Президії політичної ради, радник з економічних питань.

### Склад Політради партії
- Маркіян Лубківський — Заступник Голови політичної ради партії; спікер з питань закордонних справ та геополітики, Координатор з питань інформаційної політики громадсько-політичного руху;

- Віктор Ягун — Голова Контрольно-ревізійної комісії партії; радник голови партії з питань інформаційної безпеки;
- Любов Слєпова — Член Політичної ради партії ; координатор з питань охорони здоров'я;
- Костянтин Бєдовой— Член Політичної ради партії ; голова Київської обласної регіональної парторганізації;
- Оксана Голубова — Член Політичної ради партії; голова Чернігівської обласної регіональної парторганізації;
- Анатолій Сидорук — Член Політичної ради партії; голова Рівненської обласної регіональної парторганізації;
- Петро Мандзій — Член Політичної ради партії; голова Тернопільської обласної регіональної парторганізації;
- Микола Стрепоченко — Член Політичної ради партії ;голова Донецької обласної регіональної парторганізації;
- Олег Котляр  – Член Політичної ради партії: голова Черкаської обласної регіональнгої парторганізації;
- Геннадій Друзенко — Член Політичної ради партії; керівник проекту «ПДМШ ім. Пирогова»;
- Ірина Шпак — Член Політичної ради партії.

### Інші
- Карина Самохвалова — прес-секретар В. Наливайченка, координатор з питань інформаційної політики;
- Василь Богданов — спікер руху з питань розвитку ІТ-технологій та захисту інтелектуальної власності, координатор проектів ІТ-сектору.

## Регіональні парторганізації
- Вінницька регіональна обласна парторганізація — керівник Корченюк Роман;
- Волинська регіональна обласна парторганізація — керівник Романюк Назар;
- Дніпропетровська регіональна обласна парторганізація — керівник Голенищев В'ячеслав;
- Донецька регіональна обласна парторганізація — керівник Стрепоченко Микола;
- Закарпатська регіональна обласна парторганізація — керівник Чубірко Володимир;
- Запорізька регіональна обласна парторганізація — керівник Іванов Дмитро;
- Івано-Франківська регіональна обласна парторганізація –керівник Майданський Андрій;
- Київська регіональна обласна парторганізація — керівник Бєдовой Костянтин;
- Київська міська регіональна парторганізація — керівник Костанчук Тарас;
- Львівська регіональна обласна парторганізація — керівник Колодій Петро;
- Полтавська регіональна обласна парторганізація — керівник Мартосенко Євгеній;
- Рівненська регіональна обласна парторганізація — керівник Сидорук Анатолій;
- Тернопільська регіональна обласна парторганізація — керівник Мандзій Петро;
- Харківська регіональна обласна парторганізація — керівник Савкін Олександр.
- Черкаська регіональна обласна парторганізація — керівник Котляр Олег;
- Чернігівська регіональна обласна парторганізація — керівник Голубова Оксана;
- Чернівецька регіональна обласна парторганізація — керівник Кобеля Ігор.

## Друкований засіб
Газета партії «СПРАВИ СПРАВЕДЛИВОСТІ» зареєстрована Міністерством юстиції України 30.05.2017 року.

## Скандали
У фінансовому звіті за 2017 рік партія приховала значну частину своїх витрат.